# Retraite passioniste
Pour les articles homonymes, voir Retraite.
Une Retraite est originellement dans la congrégation passioniste une maison religieuse (un couvent) située dans un lieu solitaire.
Dans la pensée de saint Paul de la Croix, ce sont toutes les maisons de la congrégation passioniste qui devaient être fondées « en solitude ». Avec le temps cette conception s'est assouplie, et aujourd'hui de nombreuses retraites se trouvent dans les villes : soit par choix délibéré (dans de nombreux cas), soit parce que la ville s'est elle-même étendue jusqu'aux retraites initialement solitaires.

## article connexe
- Monastère